# انتقال الوزن

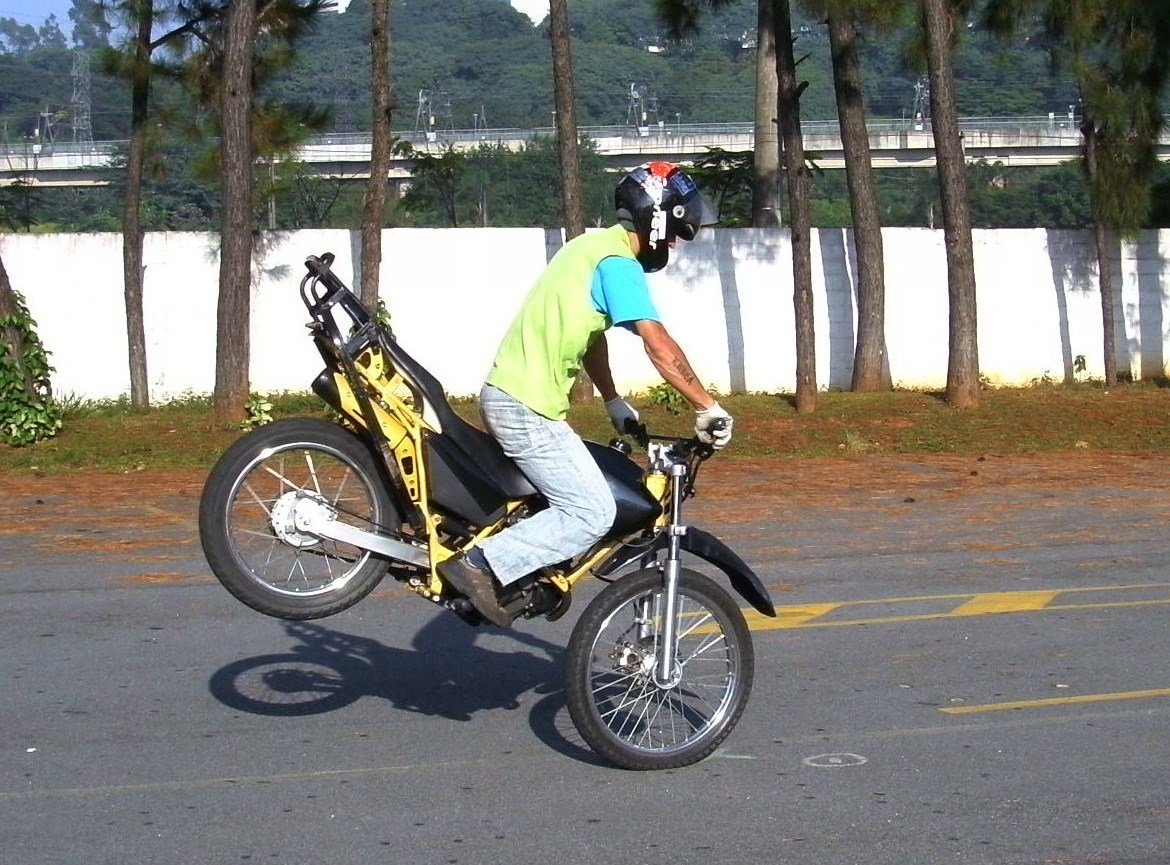

انتقال الوزن ‌و انتقال الحمولة هما تعبيران يُلتبس في إستعمالهما لوصف تأثيرين مختلفين. فالأول يعني التغيير في الحمل المولّد على العجلات في المركبات أثناء التسارع، والثاني يعني التغير في موقع مركز الكتلة للمركبات بسبب التعليق أو حركة الحمولة أو الخضّ.

## انتقال الحمولة
في المركبات ذات عجلة القيادة، «انتقال الحمولة» يقاس بالتغيير بالحمل الذي تتحمله العجلات المختلفة خلال التسارع (سواء الطولي أو الجانبي)، وهذا يتضمّن المكابح والتباطؤ (الذي يمثل تسارع بإشارة سلبيّة). لا توجد ضرورة لحركة مركز الكتلة بالنسبة للعجلات، وبالتالي فإن «انتقال الحمولة» يظهر في المركبات التي لا تحتوي أي نظام تعليق أو نظام تقليل الصدمات. انتقال حمولة هو مفهوم بالغ الأهميّة في فهم ديناميكية المركبات، وكذلك في العجلة الهوائية غير أنه يكون بشكل طولي فقط.